# Мортон, Джелли Ролл
Джелли Ролл Мортон (англ. Jelly Roll Morton; 20 октября 1890 года, Новый Орлеан, Луизиана, США — 10 июля 1941 года, Лос-Анджелес, Калифорния, США) — американский джазмен, пианист, певец, композитор, руководитель оркестра. Один из наиболее значимых представителей традиционного джаза.

## Биография
В начале 1890-х годов стал обучаться игре на гитаре и фортепиано. С 1902 года выступал как пианист в увеселительных заведениях Нового Орлеана, а начиная с 1904 года совершил ряд гастрольных поездок по США. В 1917—1922 годах гастролировал в Калифорнии и Канаде. В 1922 году впервые записал свою игру на ролики для механического фортепиано, а в 1923 году — на грампластинки. В 1926—1929 годах руководил ансамблем «Red Hot Peppers», в составе которого в разное время играли Дж. Митчелл, Кид Ори, братья Доддс и другие известные музыканты классического джазового стиля. Кроме того, в этот период Джелли Мортон периодически выступал с трио или квартетом. В 1938—1939 годах возглавил ривайвл-оркестр «New Orleans Jazzmen». Неоднократно выступал и с сольными концертами.
Стиль игры Джелли Ролла Мортона сочетал в себе элементы регтайма, блюза, испанского и креольского фольклора наряду с характерными индивидуальными особенностями. Его творчество оказало большое влияние на развитие раннего джаза, а также на многих музыкантов чикагского джазового стиля и свинга.
Умер 10 июля 1941 года от астмы.
В повести А. Барикко «1900» и её экранизации — кинофильме итальянского режиссёра Джузеппе Торнаторе «Легенда о пианисте» — происходит своего рода «музыкальная дуэль» между главным героем и Джелли Роллом Мортоном, роль которого в фильме исполняет Кларенс Уильямс.